# Фернер, Пауль
Па́уль Фе́рнер (нем. Paul Verner; 26 апреля 1911, Хемниц — 12 декабря 1986, Восточный Берлин) — немецкий политик, член Политбюро ЦК СЕПГ, заместитель председателя Государственного совета ГДР.

## Биография
Пауль Фернер родился в семье рабочего-коммуниста, одного из соучредителей КПГ в Хемнице. Младший брат Пауля Вальдемар — адмирал фольксмарине ГДР, занимал должность заместителя министра национальной обороны ГДР.
Пауль Фернер выучился на слесаря по сборке машин, активно участвовал в коммунистическом движении молодёжи, в 1925 году вступил в Коммунистический союз молодёжи Германии, стал комсомольским работником. С 1932 года Фернер работал корреспондентом газеты «Комсомольская правда» в Москве, с конца 1933 года — в скандинавском бюро Коммунистического интернационала молодёжи редактором Jugendinternationale, с 1934 года — редактором Junge Garde в Париже. В 1936 году через Нидерланды и Бельгию добрался до Испании, где являлся помощником военного командования 15-й интернациональной бригады и редактором El Voluntaria. В 1939 году по партийному поручению выехал в Швецию, где был арестован и в 1940—1942 годах содержался в лагере для интернированных Смедсбо, затем был помещён в тюрьму. С 1943 года работал металлистом.
По возвращении в Германию в 1946 году Пауль Фернер занял должность главного редактора издательства Verlag Neues Leben, вступил в СЕПГ, в правлении отвечал за работу с молодёжью, стал одним из соучредителей ССНМ. В 1949 году руководил орготделом ЦК СЕПГ. С 1950 года входил в состав ЦК, до 1953 года занимал должность секретаря по общегерманским вопросам, затем до 1958 года руководил отделом по общегерманским вопросам и в этой должности отвечал за конспиративную работу в ФРГ.
В 1958 году Фернер был избран кандидатом, в 1963 году — членом Политбюро ЦК СЕПГ. В 1959—1971 годах занимал должность первого секретаря берлинского окружного комитета СЕПГ. С 1958 года являлся депутатом Народной палаты ГДР, в 1963—1971 годах являлся также депутатом берлинского городского собрания. В 1971 году Фернер был избран в состав Государственного совета, являлся председателем комитета Народной палаты по национальной безопасности и секретарём ЦК по безопасности. В 1971—1983 годах Фернер руководил комиссией по делам молодёжи при Политбюро ЦК СЕПГ, в 1972—1976 годах входил в состав комиссии по разработке новой редакции Устава СЕПГ, с 1981 года занимал пост заместителя председателя Государственного совета ГДР.
В 1984 году Фернер подал в отставку со всех постов по состоянию здоровья. Похоронен в Мемориале социалистов на Центральном кладбище Фридрихсфельде.

## Труды
- Für das Wohl der Arbeiterklasse und des ganzen Volkes. Ausgewählte Reden und Aufsätze. Dietz-Verlag, Berlin 1976
- Auf bewährtem Kurs für Sozialismus und Frieden. Ausgewählte Reden und Aufsätze. Dietz-Verlag, Berlin 1981